# Jan Graafland
Johannes Hendrikus Adrianus Graafland (Leeuwarden, 21 de agosto de 1909 - data de morte desconhecida) foi um futebolista neerlandês.

## Carreira
Jan Graafland fez parte do elenco da Seleção Neerlandesa de Futebol que disputou a Copa do Mundo de 1934.

## Ligações Externas
- Perfil em Fifa.com (em inglês)